# Currie Graham
Currie Graham (Hamilton, 26 februari 1967) is een Canadees acteur

## Biografie
Graham woont nu met zijn vrouw en dochter in Los Angeles.

## Filmografie

### Films
Uitgezonderd korte films.
- 2021 Born a Champion - als Burchman
- 2020 The 11th Green - als Larry Jacobsen
- 2017 Blackmail - als Bollinger
- 2016 USS Indianapolis: Men of Courage - als kapitein Ryan
- 2016 Havenhurst - als Mike
- 2014 Pompeii - als Bellator
- 2014 Kiss Me - als dr. Craig
- 2014 Cabin Fever: Patient Zero - als Dr. Edwards
- 2012 Hitchcock – als PR Flack
- 2012 Total Recall – als Bergen
- 2010 Smoke Screen – als Raley Gannon
- 2010 Henry's Crime – als Simon
- 2008 Stargate: The Ark of Truth – als James Marrick
- 2007 Elijah – als Gary Filmon
- 2007 By Appointment Only – als Jake Brenner
- 2006 A.K.A. – als kapitein Mayhew
- 2006 Augusta, Gone – als John
- 2006 The Accidental Witness – als Victor Sandeman
- 2005 Assault on Precinct 13 – als Mike Kahane
- 2004 Rancid – als Crispin Klein
- 2003 111 Gramercy Park – als Ken Wilton
- 2003 These Guys – als Tom
- 2003 Cowboys and Indians: The J.J. Harper Story – als Robert Cross
- 2002 Angels Crest – als Richard
- 2002 Edge of Madness – als Dr. Jenkins
- 1999 The Wonder Cabinet – als Dr. Kevin Spitz
- 1999 Black Light – als Larry Avery
- 1999 Behind the Mask – als Geller
- 1999 The Arrangement – als rechercheur Leper
- 1997 One of Our Own – als rechercheur Peter La Pierre
- 1996 Portraits of a Killer – als Wade Simms
- 1996 Stranger to Love – als Jimmy
- 1995 Falling for You – als rechercheur Colton
- 1994 Trust in Me – als Dylan Gray
- 1994 Amateur – als videowinkel medewerker
- 1994 Hostage for a Day – als Hondo
- 1993 Money for Nothing – als Dunleavy
- 1993 Survive the Night – als Ice

### Televisieseries
Uitgezonderd eenmalige gastrollen.
- 2024 Parish - als Perry Lousteau - 3 afl.
- 2023 Most Dangerous Game - als rechercheur Mike Roland - 3 afl.
- 2023 1923 - als Chadwick Benton - 2 afl.
- 2022 Reacher - als Kliner sr. - 4 afl.
- 2018-2021 The Rookie - als Ben McRee - 7 afl.
- 2019-2020 Cardinal - als Neil Cuthbert - 4 afl.
- 2020 Emergence - als Michael Denman - 2 afl.
- 2019 Project Blue Book - als partner van Susie - 5 afl.
- 2017 Ten Days in the Valley - als Henry Vega - 5 afl.
- 2015-2016 Longmire - als Kevin Morris - 2 afl.
- 2014-2016 Murder in the First - als Mario Siletti - 32 afl.
- 2012-2016 House of Lies - als Grant Stevens - 4 afl.
- 2016 Agent Carter - als Calvin Chadwick - 7 afl.
- 2014 Dallas - als Stanley 'Stan' Babcock - 3 afl.
- 2011 Law & Order: Los Angeles – als Max Hearn – 2 afl.
- 2010 The Mentalist – als Walter Mashburn – 2 afl.
- 2008-2009 Raising the Bar – als Nick Balco – 25 afl.
- 2005-2008 Boston Legal – als assistant-officier van justitie Frank Ginsberg – 9 afl.
- 2007-2008 Men in Trees – als supervisor Richard Ellis – 10 afl.
- 2008 The Capture of the Green River Killer – als kapitein Norwell – 2 afl.
- 2008 Would Be Kings – als Patrick Lahane – 2 afl.
- 2005-2007 Desperate Housewives – als Ed Ferrara – 9 afl.
- 2006 CSI: Crime Scene Investigation – als Willy Cutler – 2 afl.
- 2005-2006 House – als Mark Warner – 4 afl.
- 1997-2005 NYPD Blue – als Thomas Bale – 18 afl.
- 2002 24 – als Ted Cofell – 2 afl.
- 1999-2000 Suddenly Susan – als Nate Knaborski – 22 afl.

- Biblioteca Nacional de España: XX5010343
- Gemeinsame Normdatei: 1062445791
- International Standard Name Identifier: 0000 0003 8189 7595
- Library of Congress Control Number: no2008057069
- Virtual International Authority File: 262836172
- WorldCat: E39PBJkT6rgCJv7hm4ckXfdmh3